# 短命
『短命』（たんめい）は、古典落語の演目。江戸落語・上方落語両方で演じられる。別題として『長命』（ちょうめい）、『長生き』（ながいき）がある。
ある店で美人の娘と結婚した養子が続けて3人も若死にするという事態が起き、それを知った八五郎が隠居に理由を尋ね、帰宅してから妻を見て（隠居の回答を踏まえ）「自分は早死にしない」と言う内容。夫婦の睦みごとに関わる「艶色味」を伴いながらも、落ち（サゲ）は「素直に笑える考え落」と武藤禎夫は評している。
原話は1727年（享保12年）の笑話集『軽口はなしどり』の中の一編「本腹（ほんぷく）のうわさ」とされる（伏せっている隣家の親父の具合について「あの人はようなっては本復」を繰り返すという話に「あの分なら短命で命が長かろ」と答える内容）。武藤禎夫は、色事に耽るために短命になるという小咄として天和2年(1682年）の『談林利口雀』第5巻所収「らくのふしぎの事」を、また「腎虚（精液の枯渇で体が衰弱する）」を「隠居」とかけた小咄として享和2年の『一口饅頭』所収「隠居」を、それぞれ上げている。

## あらすじ
八五郎が町内のご隠居（上方では甚兵衛）の家にやってくると、伊勢屋という質屋の婿養子が死んだ件について話し始める。伊勢屋の主人のひとり娘が男を婿に迎え、仲睦まじく暮らしていたが、その婿の顔色が日に日に青白くなっていき、やがて床に就いてほどなく死んでしまうということが三度も続いているというのだ。
ご隠居は含み笑いをしながら、おかみさんが美人なのが婿の短命の原因だと言い。訝る八五郎に夫婦の食事時の様子を見てきたように語る。「お膳をはさんで差し向かい。おかみさんがご飯をよそって旦那に渡そうとすると手と手が触れる。白魚を五本並べたような、透き通るようなおかみさんの手だ。そっと前を見る。ふるいつきたくなるようないい女だ」。そこでちょっと間をおいて「短命だろ」。
はじめはご隠居の言いたいことがまったくわからなかった八五郎だったが、「その当座昼も箪笥の環（かん）が鳴り」などの川柳も交えながら繰り返し説明すると、とうとう婿たちが早死にした理由を理解する。
自宅に戻った八五郎は粗暴な妻の言動に幻滅するが、甘い気分を少しでも味わってみたいと昼飯の給仕を頼む。さんざん文句を言われながら茶碗に飯をよそってもらった男が顔を上げて妻の顔を見てひとこと、「ああ、俺は長命だ」